# يمينة حلاطة
يمينة حلاطة (من مواليد 4 سبتمبر 1991) هي لاعبة جودو جزائرية. حازت على الميدالية الفضية في دورة الألعاب الأفريقية، والميدالية الذهبية في بطولة إفريقيا للجودو 2022 التي أقيمت بمدينة وهران بالجزائر.

## مسيرتها
في عام 2019، حصلت على إحدى الميداليات البرونزية في منافسات 57 كغ في بطولة إفريقيا للجودو التي أقيمت في كيب تاون بجنوب إفريقيا.
وفي بطولة إفريقيا للجودو 2021 التي أقيمت في داكار، السنغال، فازت أيضًا بإحدى الميداليات البرونزية.
فازت يمينة بالميدالية الفضية في ألعاب التضامن الإسلامي 2021 بعد خسارتها أمام الأوزبكية نيلفار إرماغانبيتوفا.
خسرت يمينة نزال الميدالية البرونزية في منافسات 57 كغ في دورة ألعاب البحر الأبيض المتوسط 2022 التي أقيمت في وهران بالجزائر.
تُوجت بالميدالية الذهبية في منافسات الوزن أقل من 57 كغ في دورة الألعاب العربية التي أُقيمت في الجزائر.

## الإنجازات
| السنة | المسابقة          | الترتيب | فئة الوزن |
| ----- | ----------------- | ------- | --------- |
| 2019  | بطولة إفريقيا     | الثالث  | -57 كلغ   |
| 2019  | الألعاب الإفريقية | الثاني  | -57 كلغ   |
| 2020  | بطولة إفريقيا     | الثاني  | -57 كلغ   |
| 2022  | بطولة إفريقيا     | الأول   | -57 كلغ   |